# Jules Perrot
Jules Joseph Perrot (ur. 18 sierpnia 1810 w Lyonie, zm. 29 sierpnia 1892 w Paramé (Saint-Malo)) – francuski tancerz i choreograf.
Pomimo niskiego wzrostu i brzydoty, dzięki wyjątkowej zwinności był jednym z największych tancerzy w historii baletu. Uczył się tańca u Augusta Vestrisa, który poradził mu, by w czasie spektaklu znajdował się w ciągłym ruchu, tak aby widownia nie miała czasu obserwować jego twarzy. Zadebiutował w 1830 w Operze paryskiej, tańczył z Marią Taglioni i został tak owacyjnie przyjęty przez widownię, że nie chciała z nim więcej tańczyć. Gautier obwołał go największym tancerzem świata.
W 1835 wyjechał w tournée po Europie. W 1833 w Teatro San Carlo, w Neapolu, spotkał Carlottę Grisi, która wtedy miała zaledwie 14 lat. Został jej maestro i kochankiem na 7 lat. Tańczyli razem w Londynie, Wiedniu, Monachium, Mediolanie i Neapolu. W 1840 zadebiutowali z Cyganką w Paryżu w Théâtre de la Renaissance. W 1841 po raz pierwszy wystawiano w Operze paryskiej Giselle i mimo że na plakacie nie widnieje jego nazwisko, wydaje się pewne, że Perrot stworzył choreografie do wszystkich partii tańczonych przez Grisi i stał się drugim choreografem tego baletu, obok Corallego.
Od 1842 do 1848 inscenizował balety w Londynie dla Her Majesty Theatre, m.in.: Giselle, Alma, Ondynę,
Esmeraldę, Eoline, Pas de quatre, Catarinę,  Lalla Rookh, Le Jugement de Paris, Les Elements, Les Quattre Saisons. W 1848 wyjechał do Petersburga jako pierwszy solista, a od 1851 do 1858 został tam maître de ballet. W tym czasie stworzył 8 nowych baletów. W 1859 wyjechał z Rosji, powrócił do Francji i tam pozostał aż do śmierci.